# Perth Challenger 1995
Il Perth Challenger 1995 è stato un torneo di tennis facente parte della categoria ATP Challenger Series nell'ambito dell'ATP Challenger Series 1995. Il torneo si è giocato a Perth in Australia dall'11 al 17 dicembre 1995 su campi in cemento indoor.

## Vincitori

### Singolare
Andrew Ilie ha battuto in finale  Michael Geserer con il punteggio di 7–6, 6–4

### Doppio
Joshua Eagle /  Andrew Florent hanno battuto in finale  Wayne Arthurs /  Andrew Kratzmann con il punteggio di 6–4, 6–4